# Olaszország hadba lépése (1915)

Olaszország zászlaja a századfordulón

## Olaszország a hatalmi térben

### Olaszország nagyhatalmi fellépése
Az 1860-as években két frissen alapított nemzetállam csatlakozott az európai hatalmak vetélkedéséhez. Németország gyorsan zárkózott fel Nagy-Britannia és Franciaország mögé. Az Olasz Királyság rosszabb adottságokkal indult el a nagyhatalommá válás útján, de az olasz államférfiak szeme előtt a német példa lebegett. Az olasz hatalmi körök hármas célt tűztek maguk elé a nemzetközi politikában. Olaszország első célja volt, hogy valamennyi olasz nyelvű embernek hazát nyújtó nemzetállammá váljon. Az olasz nacionalizmus az egész olasz nyelvterület megszerzése mellett az olasz történelemhez kapcsolható területekre is igényt tartott. Ezek a területek legtöbbje Ausztria–Magyarország uralma alatt állott. Olaszország etnikai alapon formált igényt Tirol Brenner-hágótól délre eső területeire, az Isonzó völgyére, Isztriára egészen Fiuméig. Az egykori Velencei Köztársaság által birtokolt adriai szigetek is a kiszemelt területek közé tartoztak.
Nem etnikai alapon, hanem a nagyhatalmi mozgástér bővítése végett kívánt a kor olasz politikai elitje szövetséges és társult államokból álló gyűrűt létrehozni. Emiatt támogatta Olaszország a balkáni nemzetek törökellenes harcát. Kapcsolatok kiépítésére törekedtek a montenegrói és az albán függetlenségi mozgalom irányában.
A nagyhatalmi politika harmadik pillére a valódi, tengeren túli gyarmatbirodalom kialakítására való törekvés volt. 1890-ben megszerezték a mai Szomáliát, 1892-ben Eritreát. 1896-ban a középkori szinten álló Etiópia hadserege megalázó vereséget mért az országba betörő olasz csapatokra. Olaszország volt az egyetlen európai hatalom, amelyet egy afrikai állam legyőzött. Tunéziában a francia érdekekkel ütközött össze Olaszország, ahol Eritreáért cserébe végül a franciák rendezkedhettek be. Ezek után az olasz imperializmus a felbomló Oszmán Birodalom területein törekedett területnyereségre. Az 1912-es olasz–török háborúban Líbiát és Dodekánészosz-szigeteket (Köztük Rhodoszt) szerezték meg.

### Gyengeségek
Az Olasz Királyság bizonyos tekintetben sikerrel zárkózott fel Európa korábban iparosodott nemzetei közé. Népessége a XX. század első évtizedére elérte Franciaországét. Gyarmatokat és külbirtokokat szerzett, hadserege és flottája kis mérete ellenére olyan erőt képviselt, amelyet nem lehetett figyelmen kívül hagyni.
Látványos térnyerése ellenére az olasz állam továbbra is az európai sakktábla legingatagabb figurája maradt. Társadalmilag Itália közelebb állt a kelet-európai paraszti társadalmakhoz, mint a Nyugat ipari-polgári társadalmaihoz. Az analfabetizmus országos tekintetben 36% volt, délen ennél jóval több. Az alsóbb néposztályok életkörülményei rendkívül rosszak voltak. Az állam képtelen volt a gyorsan növekvő népességet városokban elhelyezni, ezért semmiféle akadályt nem gördített a lakosság kivándorlása elé. Az olaszokra jellemző kisközösségi és települési összetartás mellett hiányzott a nemzeti lojalitás. Olaszország saját belső közvéleménye előtt sem jött ki nyertesen a Pápai állammal való összecsapásból.
Gazdaságilag is gyenge lábakon állt az ország. Az acéltermelés nem érte el a kis Belgium által előállított évi mennyiség felét. Az országnak nem voltak széntelepei. A meginduló villamosítást is hátráltatta a nyersanyagbázis hiánya és ezt még a korabeli vízerőművek sem enyhíthették. A vasúthálózat északon bár sűrű volt, de a főbb iparvidékektől eltekintve gyenge minőségű. A mezőgazdasági termelés ingadozó minőségű és mennyiségű volt.
Olaszország nem szembetűnő, de meghatározó vonása volt a lakosság általános antimilitarizmusa. Az állam hivatásos hadsereget tartott fenn, hadkötelezettség nem volt. A toborzás csak nehézkesen haladt. Olaszország a háború kézzel fogható közelségébe kerüléséig nem tett lépéseket egy német vagy francia típusú tömeghadsereg létrehozására. A férfiak kiképzetlenek, fegyelmezetlenek és tapasztalatlanok voltak. Nem volt elég tiszt, felszerelés, fegyver és hadianyag. A hadsereg motorizáltsága alacsony szinten állt.

### Szövetség a központi hatalmakkal

Szövetségi rendszerek az I. világháború kitörésekor

Az olasz politikai közélet két, nála nagyobb erejű szomszéd állam között próbálta meg a nagyhatalmi lét kiteljesítése felé kormányozni az országot. Tisztában voltak Franciaország és a Monarchia katonai-technikai fölényével, ezért hatalmi céljaik legalább részleges megvalósításának céljából szövetségeseket kerestek. A XIX. század végén elsősorban a franciákkal folytatott gyarmati vetélkedés befolyásolta az olasz döntéshozókat. Két hatalom irányában kezdtek tájékozódni. Nagy-Britannia a tengereken volt Franciaország vetélytársa és flottájával képes volt sakkban tartani a franciákat, Németország modern hadserege pedig a szárazföldön jelentett fenyegetést Párizsra. Olaszország számára megkönnyítette a szövetségkötést, hogy 1900-ig Nagy-Britannia és Németország jó kapcsolatokat ápolt egymással. 1882-ben hármas katonai szövetséget kötöttek Németországgal és a Monarchiával.

## Ingatag szövetséges

### Változások a nagyhatalmak közötti erőegyensúlyban
Az olasz politikai a századfordulón már érzékelte a francia–angol közeledést, illetve a brit–német viszony fagyosra fordulását. Az olasz hatalmi politika ingadozni kezdett a két szövetség között. Az olasz elit szíve az angol–francia páros felé húzott, de közben nem volt képes felülemelkedni a német függésen. Az olasz gazdaságban a német tőkések meghatározó szerepet játszottak, tehát a nyílt szakítás lehetetlen volt. Olaszország egyre keményebb politikát folytatott Ausztria–Magyarországgal szemben. Nyíltan jogot formált a Monarchia egyes területeire és pozíciókat épített ki a Balkánon. A Monarchia diplomáciája érezvén a közelgő háborút egyre nagyobb erőfeszítéseket tett, hogy Olaszországot a szövetségesi pozícióban tartsa, ennek fejében még engedményekre is hajlandó volt.

### Alkudozás az olasz szövetség érdekében
A háborúba való belépés 1914 októberére eldöntött kérdés volt. Az olasz politika feladata ettől kezdve kettős volt: mindkét féltől a lehető legnagyobb árat kiharcolni a hadbalépés/semlegesség érdekében, illetve meghatározni azt a hadbalépési időpontot, amikor az ország a legkevesebb erőfeszítéssel a legtöbb nyereséget érheti el.
1914 szeptemberében Olaszország gyorsan kezdett távolodni a központi hatalmaktól és tárgyalásokba bocsátkozott az antanttal a háborúba való belépés feltételeiről. A szentpétervári tárgyalások azonban kudarcba fulladtak, mert az olaszok a Szerbiának ítélt Dalmáciát követelték, melynek odaítélésére a szerbeket képviselő Oroszország nem volt hajlandó. A tárgyalások megszakadtak, majd Londonban folytatódtak.
Németország érzékelte az olasz szövetséges elfordulását és több diplomáciai akciót indított megtartására. Először a Monarchiát kísérelte meg rávenni területi engedményekre, majd Olaszországot győzködte.
A Monarchia galíciai veresége megnövelte az olasz állam étvágyát, már a semlegessége fejében is területek átadását követelte. A Monarchia e megoldásra semmiképp nem volt rávehető, mivel a dualista állam politikusai az oroszok elleni téli támadás sikerében bíztak. A támadás kudarca után márciusban a Monarchia megkereste Olaszországot és semlegessége fejében felajánlotta számára Dél-Tirolt és néhány települést az Isonzó vidékén, azzal a kikötéssel, hogy a területek átadását a háború vége után ejtik meg. Ezt Olaszország elutasította.
Márciusban holtpontra jutottak az antanttal folytatott londoni tárgyalások is. Oroszország semmiképp nem egyezett bele, hogy az adriai partvidéket ne Szerbia kapja meg. Olaszország – megfelelő ajánlat híján – egyelőre semleges hatalom maradt.

## A londoni egyezmény
Olaszország antanthoz való csatlakozását végül furcsa módon a központi hatalmak sikerei hozták el. A németek és a támadásoknak köszönhetően Oroszország engedékenyebbé vált az olaszokat illető területek kérdésében. Áprilisban az antant partra szállt a Dardanelláknál, Olaszország pedig a központi hatalmak gyors összeroppanására számítva egyezséget keresett az antanttal. Megkötötték a londoni egyezményt, amelyben az olaszok vállalták, hogy egy hónapon belül hadba lépnek a Monarchia ellen. A Monarchia az utolsó utáni pillanatban (május 9.) még egy – a korábbinál jóval csábítóbb – ígérettel fordult Olaszországhoz, de az addigra már elkötelezte magát az antant oldalán. Május 23-án Olaszország hadat üzent az Osztrák–Magyar Monarchiának.